# Двойной орёл
Двойной орёл (англ. Double Eagle) — золотые монеты США номиналом в 20 долларов, которые чеканились с 1849 по 1933 годы. Имеют несколько разновидностей. Двойной орёл 1933 года является самой дорогой монетой в мире.

## История
Предпосылкой появления 20-долларовых золотых монет стало открытие новых залежей золота в Калифорнии и вызванная этим «золотая лихорадка». Гравёром Джеймсом Лонгакром был разработан дизайн двух новых монет — золотого доллара и 20 долларов. Изображение на аверсе этих монет схоже.
В конце Гражданской войны в США в связи с обострившимися религиозными чувствами многих американцев, потерявших родственников, либо уставших от военных лишений, 3 марта 1865 года был принят закон, согласно которому все серебряные монеты номиналом более 10 центов и золотые — более 3 долларов должны содержать девиз «IN GOD WE TRUST». С 1866 года стали чеканиться монеты с девизом на реверсе.
В 1877 году появился третий тип монеты. Гравёром Чарльзом Барбером были произведены небольшие изменения в изображениях Свободы и белоголового орлана. Также обозначение номинала «TWENTY D.» было заменено на «TWENTY DOLLARS».
Дизайн нового типа монеты был разработан по личному поручению 26-го президента США Теодора Рузвельта известным американским скульптором Огастесом Сент-Годенсом, от имени которого она и получила своё название. Первые отчеканенные монеты отличались высоким рельефом изображения, датировкой римскими цифрами и отсутствием девиза «IN GOD WE TRUST». Выпуск «безбожных» монет было преднамеренным, так как Рузвельт считал упоминание слова «GOD» на монетах святотатством. Однако, помещение девиза «IN GOD WE TRUST» на золотых монетах номиналом более 3 долларов было определено ещё монетным актом 1864 года. Несколько членов конгресса настояли на прекращении выпуска «безбожных» монет.
В 1933 году в связи с экономическим кризисом, получившим название «Великой Депрессии» США были вынуждены отказаться от золотомонетного стандарта. Золотые монеты подлежали выведению из оборота и переплавке. Отчеканенные несколько ранее 445 тысяч 500 экземпляров были переплавлены.
20 монет выпуска 1933 года все же уцелели. Все они были украдены с монетного двора и приобретены ювелиром Израэлем Свиттом. С девятью из них он расстался, продав частным коллекционерам, одним из которых был король Египта Фарук. Продажа столь редких денежных единиц не могла остаться незамеченной и усилиями спецслужб США эти монеты были конфискованы (за исключением экземпляра, попавшего королю Египта). В 1991 году британцу Стивену Фентону удалось завладеть этим экземпляром. Монета была также конфискована спецслужбами США. В результате длительных судебных процессов суд постановил продать монету на аукционе, а вырученные деньги разделить между казначейством США и Стивеном Фентоном. Монета была продана в 2002 году анонимному коллекционеру за 7 590 020 долларов США. В 2004 году у наследников Израэля Свитта было обнаружено ещё 10 экземпляров 20-долларовых монет 1933 года, которые были конфискованы и помещены в Форт Нокс. 8 июня 2021 года монета 1933 года была продана на аукционе Sotheby's в Нью-Йорке за рекордные 18,9 миллиона долларов.

## Типы 20-долларовых монет
| Двадцать долларов с изображением Свободы |                   |                |             |                     |                           |       |        |
| Дата выпуска | Металл            | Масса общая, г | Диаметр, мм | Тираж, шт.          | Гурт                      | Аверс | Реверс |
| 1849–1907 | 90 % Au и 10 % Cu | 33,4           | 34          | более 100 миллионов | рубчатый                  |       |        |
| Аверс: изображение Свободы Реверс: белоголовый орлан — геральдический символ США Гравёр: Джеймс Лонгакр Чеканка: монетные дворы Филадельфии, Карсон-Сити, Денвера, Нового Орлеана и Сан-Франциско |                   |                |             |                     |                           |       |        |
| Двадцать долларов Сент-Годенса |                   |                |             |                     |                           |       |        |
| Дата выпуска | Металл            | Масса общая, г | Диаметр, мм | Тираж, шт.          | Гурт                      | Аверс | Реверс |
| 1907–1933 (с перерывами) | 90 % Au и 10 % Cu | 33,4           | 34          | более 65 миллионов  | надпись «E PLURIBUS UNUM» |       |        |
| Аверс: изображение Свободы Реверс: белоголовый орлан — геральдический символ США Гравёр: Огастес Сент-Годенс Чеканка: монетные дворы \|Филадельфии, Денвера и Сан-Франциско.                      |                   |                |             |                     |                           |       |        |